# Hesperozygis
Hesperozygis es un género con doce especies de plantas con flores perteneciente a la familia Lamiaceae. Es originario de México y Brasil.

## Especies
| - Hesperozygis bella Epling - Hesperozygis ciliolata Epling & W.S.Stewart - Hesperozygis dimidiata Epling & Mathias - Hesperozygis kleinii Epling & Játiva - Hesperozygis marifolia (S.Schauer) Epling - Hesperozygis myrtoides (St.Hil. ex Benth.) Epling - Hesperozygis nitida (Benth.) Epling - Hesperozygis pusilla R.S.Irving - Hesperozygis rhododon Epling - Hesperozygis ringens (Benth.) Epling - Hesperozygis ringes Epling (GCI) - Hesperozygis spathulata Epling |